# Saltkråkans stångmärke

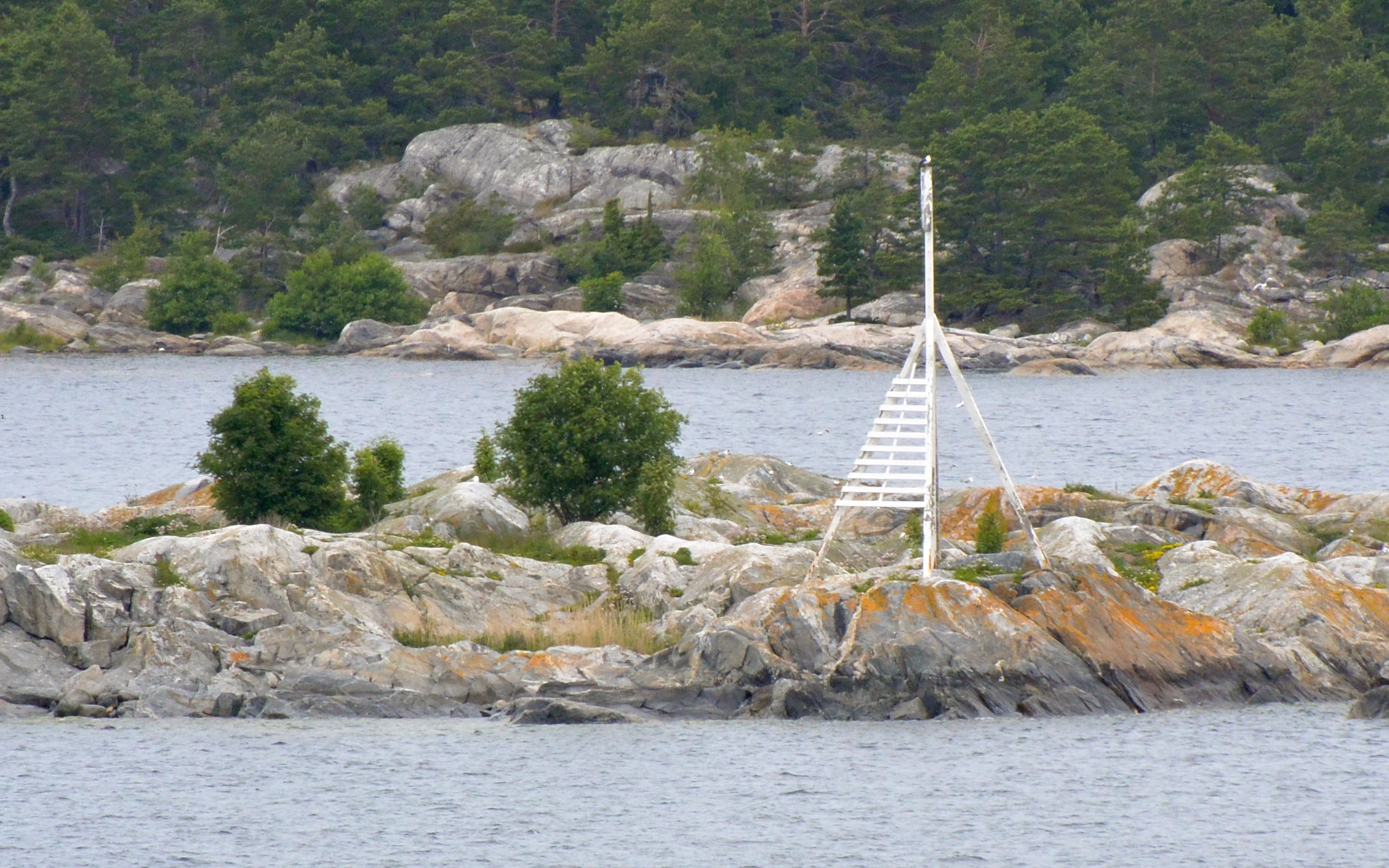
Saltkråkans stångmärke på Lilla Saltkråkan med Stora Saltkråkan i bakgrunden.

Saltkråkan är ett stångmärke på skäret Lilla Saltkråkan i Dalarö socken i Haninge kommun i Södermanland. 
Skäret är beläget i Jungfrufjärden i Stockholms skärgård, öster om Dalaröleden och väster om Landsortsleden. Sjömärket uppfördes 1867 och tillhörde då Dalarö lotsplats. Det har sedan dess byggts om och är idag ett vitmålat stångmärke. 
Lilla Saltkråkan är ett kalt vindpinat skär som är 200 meter långt i nord-sydlig riktning och 50 meter brett. Det ligger 220 meter söder om Stora Saltkråkan som är en 340 meter lång skogklädd kobbe. Båda öarna ingår i Lilla Husarns naturreservat.
Öarna har sannolikt varit namngivande till båten Saltkråkan som förekommer i Sigfrid Siwertz roman Saltsjöpirater 1931. Den har i sin tur troligen varit namngivande till den mälar 30:a med nummer 45 i seglet som byggdes 1938 på Erikssons varv i Strängnäs efter Lage Eklunds ritningar och troligen döptes av förläggaren Hans Rabén. Han sålde Saltkråkan 1964 till Astrid Lindgren som ägde segelbåten i fyra år. Vi på Saltkråkan skrev Lindgren direkt för TV och visades för första gången 1964.        